# Пинская шляхта
«Пинская шляхта» — пьеса, традиционно приписываемая классику белорусской литературы, мастеру комического жанра Викентию Дунину-Марцинкевичу, (фарс-водевиль в одном действии). Написана в 1866 году, первая публикация состоялась в 1918 году, в журнале «Свободная Беларусь» (№ 30-31), в переводе Е. Лесика.

## Исторический контекст
Пьеса была написана в 1866 году. Действие происходит во времена жесткой реакции властей, которая наступила в Беларуси и Польши после подавления восстания 1863—1864 годов, основной движущей силой которого была знать. Отдельные руководители и участники восстания были казнены, расстреляны, десятки тысяч попали в тюрьмы, на каторгу. Даже за сочувствие повстанцам, пение гимнов или чтение повстанческих прокламаций ссылали в Сибирь, как это случилось с дочерью Викентия Дунина-Марцинкевича, Камиллой.
Резко увеличилось количество царских чиновников. Их нужно было содержать, в основном, за счет крестьянского труда. Чиновники стали заниматься поборами, не боялись открыто брать взятки. Репрессии коснулись и западного Полесья, где происходит действие пьесы. Гротескно, автор показывает не столько «темноту» пинской шляхты, сколько её запуганность.

## Жанровые особенности
Согласно определению самого автора, жанр пьесы — «фарс-водевиль в 1-й действии».
Водевиль — это одноактное лёгкое комедийное произведение с увлекательной интригой, анекдотическим парадоксальным сюжетом, динамичными диалогами, песнями, иногда танцами и счастливой развязкой. Все это присутствует в «Пинской шляхте».
Слово «фарс» подразумевает, что в водевиле острый юмор должен наполняться жизненной злободневностью, реалистичностью, даже вольнодумством. Многое из этого имеется и в «Пинской шляхте».
Очевидная сатирическая направленность фарса-водевиля. Писатель, на первый взгляд, легко подшучивал над ограниченностью знати. Но за лёгкими шутками проступают сатирические насмешки и вскрытие типичных явлений тогдашней действительности. Даже водевильные песни в произведении — не только песни о любви, но и сатирические куплеты.

## Действующие персонажи
- Крючков — становой пристав.
- Писулькин — его писарь.
- Пинская окрестная знать.
- Тихон Протосовицкий.
- Кулина — его жена.
- Марыся — их дочь.
- Иван Тюхай-Липский.
- Гришка — его сын.
- Тимофей Ольпенский.
- Базиль Статкевич.
- Харитон Куторга.
- Десять других лиц.
- Десятник

.

## Сюжет
«Пинская шляхта» — это озорная, смешная и, одновременно, познавательная история на тему жизни местного дворянства. В ней рассказывается о надменных мелких шляхтичах, которые по своему материальному положению и образу жизни ненамного отличаются от крестьян. Но, несмотря на это, они для себя считают величайшим оскорблением, если их кто-то называет «мужиками». И при этом они панически боятся начальства, тех, кто имеет над ними власть.
Два обедневших, но гордых пинских шляхтича, Тихон Протосовицкий и Иван Тюхай-Липский, «пьяные завелись и подрались с собой из-за шляхетства», так как второй назвал первого «мужиком». Ссора родителей грозит браку влюблённых детей — дочери Протасовицкого Марии и сына Тюхай-Липского Гришки. Куторга, шестидесятилетний «кавалер», хочет жениться на 17-летней Марии, а за это готов «криво» свидетельствовать в пользу Тихона Протасовицкого. На разбор дела приезжает становой пристав Крючков, и всё кончается благополучно: шляхтичи мирятся, а детей благословляют на брак. Тем не менее Крючков и его писарь Писулькин обирают население, а напоследок ссорят двух других шляхтичей, чтобы снова приехать на суд и получить взятку.
В пьесе В. Дунин-Марцинкевич высмеивает царский суд, бюрократизм и взяточничество чиновников, которые сами нарушают все возможные законы и выносят абсурдные приговоры
Становой пристав Крючков, которого полещуки называют «Светлейшая Корона» (это обращение официально применялся только в отношении монарха), пишет и тут же читает и постановления, и решение суда, обращаясь и к царским указам, и к законам Устава Великого княжества Литовского.

## Музыкальные вставки
В произведения исполняется 9 песен. Это ария Марыси (действия 1-е и 9-е), ария Куторги (действия, 4, 5, 6-е и последнее), дуэты Марыси и Гришка (действие 2-е), Марии и Куторги (действие 6-е).

## Язык пьесы
Аутентичный текст написан на русском языке — фамилии действующих лиц; все авторские реплики и замечания, монологи и диалоги действующих лиц, строки песен на западнополесском (пинском) диалекте. Тем самым, драматург ощутимо усилил реалистичность произведения.
По мнению профессора Лепешева, язык пинчуков в начальном тексте пьесы искажен автором, чтобы приблизить его звучание к украинскому, что, в свою очередь, было нужно, чтобы обойти запрет Александра II на печать на белорусском языке; а печатный вариант 1918 года, это уже перевод Лесика.

## Критика
Как заметил литературоведа Иосиф Янушкевич:
"Главная сила, движущая развитие сюжета комедии (фарса-водевиля) Дунина-Марцинкевича, — страх. Обе стороны прекрасно понимают результаты неповиновения царским указам, бывшим и существующим. Пристав Крючков для надменной знати ни больше, ни меньше — "Светлейшая Корона ". Почтительным обращением, драматург словно подчеркивал связь между мелкими судебными крючкотворцами и самодержцем, что держал в страхе всю империю.

## Публикации
Пьеса «Пинская шляхта» Дунина-Марцинкевича была написана в 1866 году. При жизни автора она не печаталась. Даже, когда в конце XIX века М. Довнар-Запольский захотел поместить фарс-водевиль в своем «календаре Северо-Западного края» в 1890 году, от царского цензора он получил следующее заключение: "По моему мнению, подобное произведение, в коем в неприглядном свете выставляется личность должностного лица, станового пристава, который к этому везде называется «светлейший корона», вряд ли удобно помещать в каком-либо издании, а в особенности в таком, как календарь, который предназначается для распространения в среднемесячного население ".
Впервые произведение было опубликовано только в 1918 году в журнале «Свободная Беларусь» (№ 30-31). Второе издание «Пинской шляхты» было опубликовано в 1923 году.
В Белорусском государственном архиве-музее литературы и искусства хранится издание пьесы, выпущенное в Польше (Белосток, 1958).

## Постановки
Пьеса ставится на сцене Национального академического театра имени Янки Купалы, режиссёр М. Пинигин; в постановке этого режиссёра спектакль в переводе на польский язык ставится и на варшавской сцене.